# Confiserie Sérardy
La confiserie Sérardy est une confiserie, située au 11 rue de Paris à Moulins dans le département français de l'Allier (région Auvergne-Rhône-Alpes). Institution depuis 1886, Bernard Sérardy qui a succédé à son père en 1898 fit redécorer la boutique en 1907 et y créa sa spécialité de chocolat, les « palets d'or ». Les décors d'origine sont toujours conservés, ce qui vaut au magasin une inscription au titre des monuments historiques depuis janvier 2022,.

## Histoire

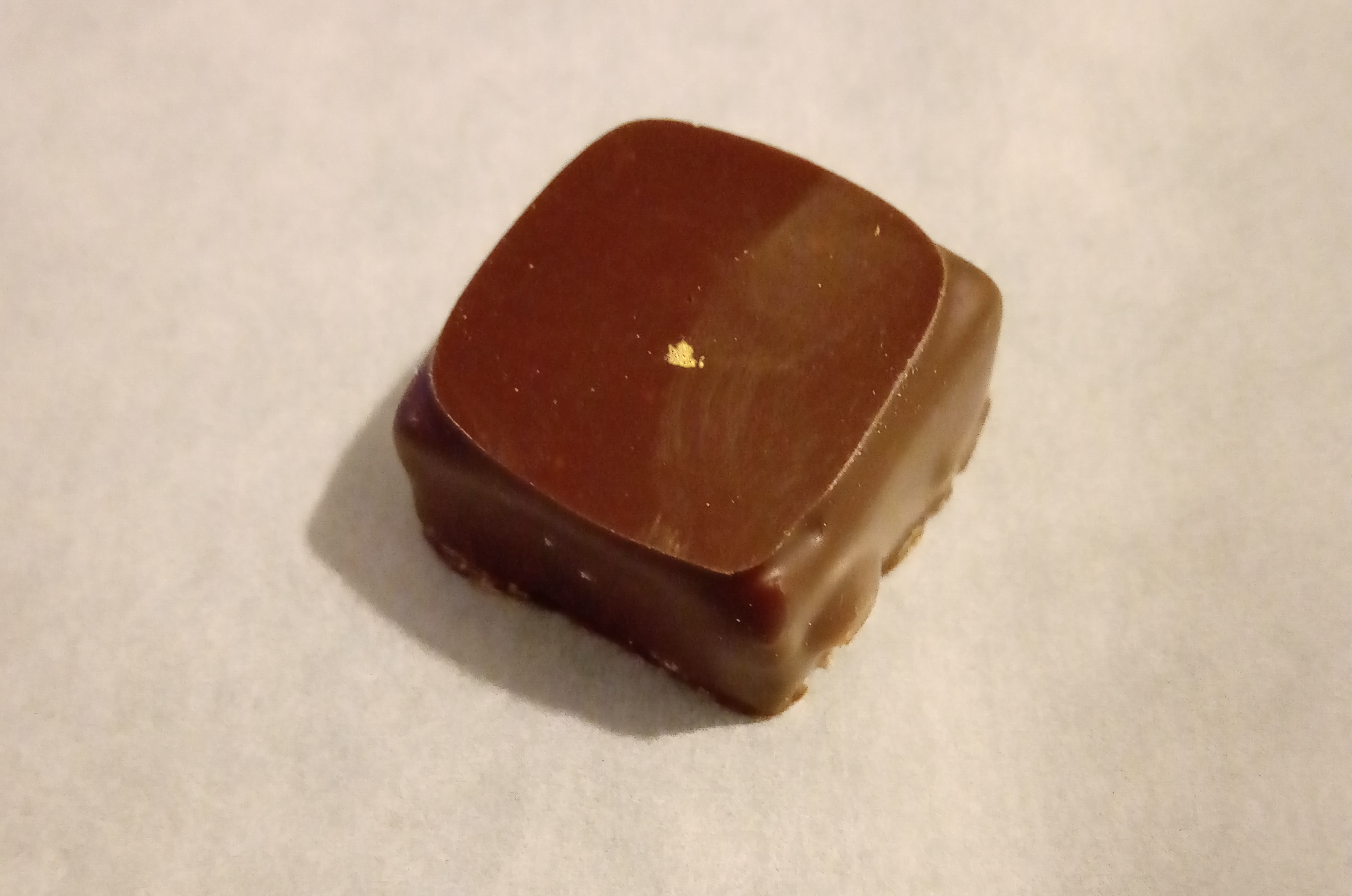
Palet d'or

Émile Sérardy a d'abord fondé son commerce à l'endroit de la fabrique de sirop et de limonade Gaillard. Son fils, Bernard Sérardy, se forme dans de nombreuses chocolateries, dont Weiss à Saint-Étienne, comme Compagnon du Tour de France. De retour à Moulins en 1898, il reprend la confiserie familiale et crée un chocolat rond et plat fourré, sous une coque fine de chocolat amer, une ganache à la crème fraîche parfumée au café.
On dit que le Tsar Nicolas II, de passage à Vichy lors de sa visite officielle en France en 1901, se serait vu offrir des Palets d’Or et qu'il aurait été véritablement conquis. Bernard Sérardy fit réaménager sa boutique en 1900 par l'architecte moulinois Joseph Baury en confiant à Louis Galfione la réalisation du plafond peint. La mosaïque du sol est due à Pietro Favret.
Bernard Sérardy est tué en 1916 au cours de la Première Guerre mondiale et sa veuve vend alors la chocolaterie. La boutique est reprise par les Carré, qui développent la commercialisation de la spécialité jusqu’aux rayons du Bon marché à Paris. Cependant, un chocolatier de Saint-Germain-en-Laye va déposer le brevet des Palets d’or alors que Bernard Sérardy n’avait pas pris la précaution de protéger sa création ; ce dernier ira jusqu'à porter l'affaire devant le tribunal pour faire interdire aux Carré la possibilité de vendre leur spécialité. Les Carré vendent la boutique aux Bellat qui la garderont jusqu’en 1977 pour être reprise par Bernard Jarriges, maître chocolatier.
Aujourd’hui, le propriétaire a changé, mais l’établissement est resté le même.